# Роговський Олександр Іванович
Олекса́ндр Іва́нович Рого́вський — український військовослужбовець, молодший лейтенант Національної гвардії України, учасник російсько-української війни, що відзначився в ході російського вторгнення в Україну. Герой України (2024).

## Життєпис
Народився в Полтавській області, мешканець Кобеляцької громади. 
Закінчив Технологічний фаховий коледж Дніпровського державного технічного університету.
З початку російського вторгнення в Україну 22-річним юнаком добровільно з'явився до ТЦК та СП і розпочав службу від звання і посади солдата у окремому батальйоні Національної гвардії України, дислокованому у м. Полтаві. За кілька місяців переведений до батальйону спеціального призначення «Донбас» 18-ї Слов'янської бригади НГУ.
Пройшов службовий шлях до молодшого лейтенанта — командира роти спеціального призначення. Брав участь у Слобожанському контрнаступі 2022 року, обороні залізничної станції «Майорська», обороні в районі Кремінських лісів, у штурмових діях у Куп'янському районі, біля с. Терни та поблизу с. Часів Яр. Разом із побратимами знищив значну кількість живої сили та техніки противника, також брав ворогів у полон.
У липні 2023-го відділення на той час молодшого сержанта Роговського захопило у ході нічного штурму важливу ворожу позицію і до ранку відбивало контратаки російських окупантів, Олександр дістав осколкове поранення передпліччя, проте продовжував керувати боєм. Після лікування повернувся у стрій. 

## Нагороди
- Звання Герой України з врученням ордена «Золота Зірка» (23 серпня 2024) — за особисту мужність і героїзм, виявлені у захисті державного суверенітету та територіальної цілісності України, самовіддане служіння Українському народові[3];
- Медаль «Захиснику Вітчизни» (2 березня 2023) — за особисту мужність і самовідданість, виявлені у захисті державного суверенітету та територіальної цілісності України, сумлінне і бездоганне служіння Українському народові[4].